# Rede Atlântida
Rede Atlântida (aussi abrégée ATL) est une station de radio brésilienne située à Porto Alegre, Rio Grande do Sul. Appartenant au groupe RBS, il s'agit d'une station destinée au jeune public des classes A et B, âgé de quatorze à 25 ans. Elle voit le jour en 1981, lorsque l'ancienne Gaúcha-Zero Hora FM de Porto Alegre, fondée en 1976, change de nom pour devenir Atlântida FM et commence à diffuser ses programmes en tant que réseau dans le Rio Grande do Sul et à Santa Catarina.

## Histoire

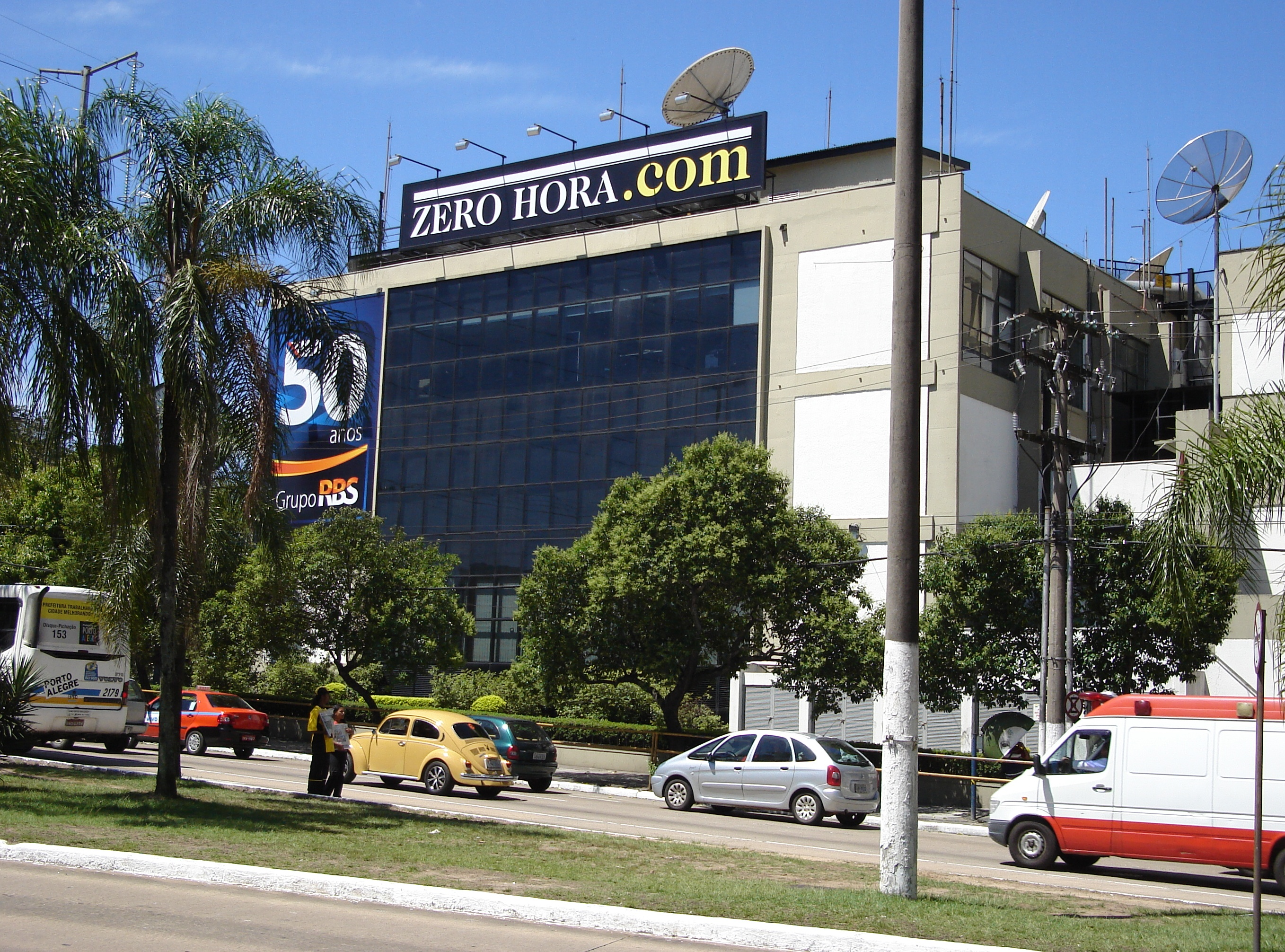
Siège du journal Zero Hora à Porto Alegre, où se trouvent les studios de la station depuis 2017.

La station est fondée à Porto Alegre le 23 mars 1976 sous le nom de Gaúcha-Zero Hora FM. Son inauguration marque le début du processus de construction, dans le sud du Brésil, du plus grand générateur multiplateforme de contenu pour la jeunesse. L'année 1981 marque le repositionnement de la station, qui est rebaptisée Atlântida FM. Elle couvre actuellement une grande partie des États du Rio Grande do Sul et de Santa Catarina et constitue le plus grand réseau de radio FM travaillant avec le segment des jeunes dans le sud du pays.
Sa programmation est axée sur les succès de la pop, dont la plupart sont sortis très récemment à l'époque, ainsi que sur les succès des décennies précédentes, et, l'après-midi, sur des programmes de type « radio parlée », soit avec de la musique d'ambiance, soit avec leurs propres « morceaux de rideau ». Elle se définit également comme un « générateur de contenu radio et Internet », puisqu'elle a des blogs thématiques sur des sujets liés à l'univers de la radio.
Le 7 mars 2016, les activités des cinq stations de Rede Atlântida à Santa Catarina sont vendues au Grupo NC (ainsi que le reste des activités du Grupo RBS dans cet État), et restent membres du réseau comme d'habitude, mais en tant qu'affiliées.